# Potamophylax rotundipennis
Potamophylax rotundipennis – gatunek chruścika z rodziny bagiennikowatych (Limnephilidae).
Gatunek eurosyberyjski, nie występuje w Europie Południowej, na Bałkanach, Islandii, w Skandynawii, zasiedla potoki (Botosaneanu i Malicky 1978). Limneksen.
Jedna larwa została złowiona w stawie wysokogórskim Karkonoszy. Imagines spotykane nad jez. Ładoga i Balaton.